# George Henry Thomas
George Henry Thomas (Newsoms, Virginia, 31 de julio de 1816-San Francisco, 28 de marzo de 1870) fue un general estadounidense en el Ejército de la Unión durante la guerra civil estadounidense y uno de los principales comandantes en el Teatro Occidental.
Thomas sirvió en la guerra mexicano-estadounidense, y a pesar de ser virginiano, cuyo estado natal se uniría a los Estados Confederados durante la Guerra Civil, era un unionista sureño que eligió permanecer en el Ejército de los Estados Unidos. Thomas ganó una de las primeras victorias de la Unión en la guerra, en Mill Springs, Kentucky, y sirvió en importantes mandos subordinados en Perryville y Stones River. Su férrea defensa en la Batalla de Chickamauga en 1863 salvó al Ejército de la Unión de una derrota total, lo que le valió su famoso apodo de «la roca de Chickamauga». Poco después, realizó un dramático avance en Missionary Ridge durante la Batalla de Chattanooga. En la campaña de Franklin-Nashville de 1864, logró una de las victorias más decisivas de la guerra, destruyendo el ejército del general confederado John Bell Hood, su antiguo alumno en West Point, en la batalla de Nashville.
Thomas tuvo un historial exitoso en la Guerra Civil, pero no logró el reconocimiento histórico de algunos de sus contemporáneos, como Ulysses S. Grant y William Tecumseh Sherman. Se ganó la reputación de ser un general lento y deliberado. En un ambiente plagado de celos y avaricia por ascensos y reconocimiento,[cita requerida] Thomas se destacó como una excepción a la norma porque ocasionalmente rechazaba ascensos a puestos que pensaba que todavía era incapaz de desempeñar. Por el contrario, a veces lamentaba sus negativas o le parecía ofensivo que no lo tuvieran en cuenta para un ascenso. Después de la guerra, no escribió sus memorias para avanzar su legado y murió sólo cinco años después de que terminara la guerra.

## Primeros años y educación
Thomas nació en Newsom's Depot, condado de Southampton, Virginia, a 8 km de la frontera con Carolina del Norte. Su padre, John Thomas, de ascendencia galesa, y su madre, Elizabeth Rochelle Thomas, descendiente de inmigrantes hugonotes franceses, tuvieron seis hijos. George tenía tres hermanas y dos hermanos. Su padre John murió en un accidente agrícola cuando George tenía 13 años, dejando a la familia en dificultades financieras. George Thomas, sus hermanas y su madre viuda se vieron obligados a huir de su hogar y esconderse en los bosques cercanos durante la rebelión de esclavos de Nat Turner en 1831.

## Vida posterior y muerte

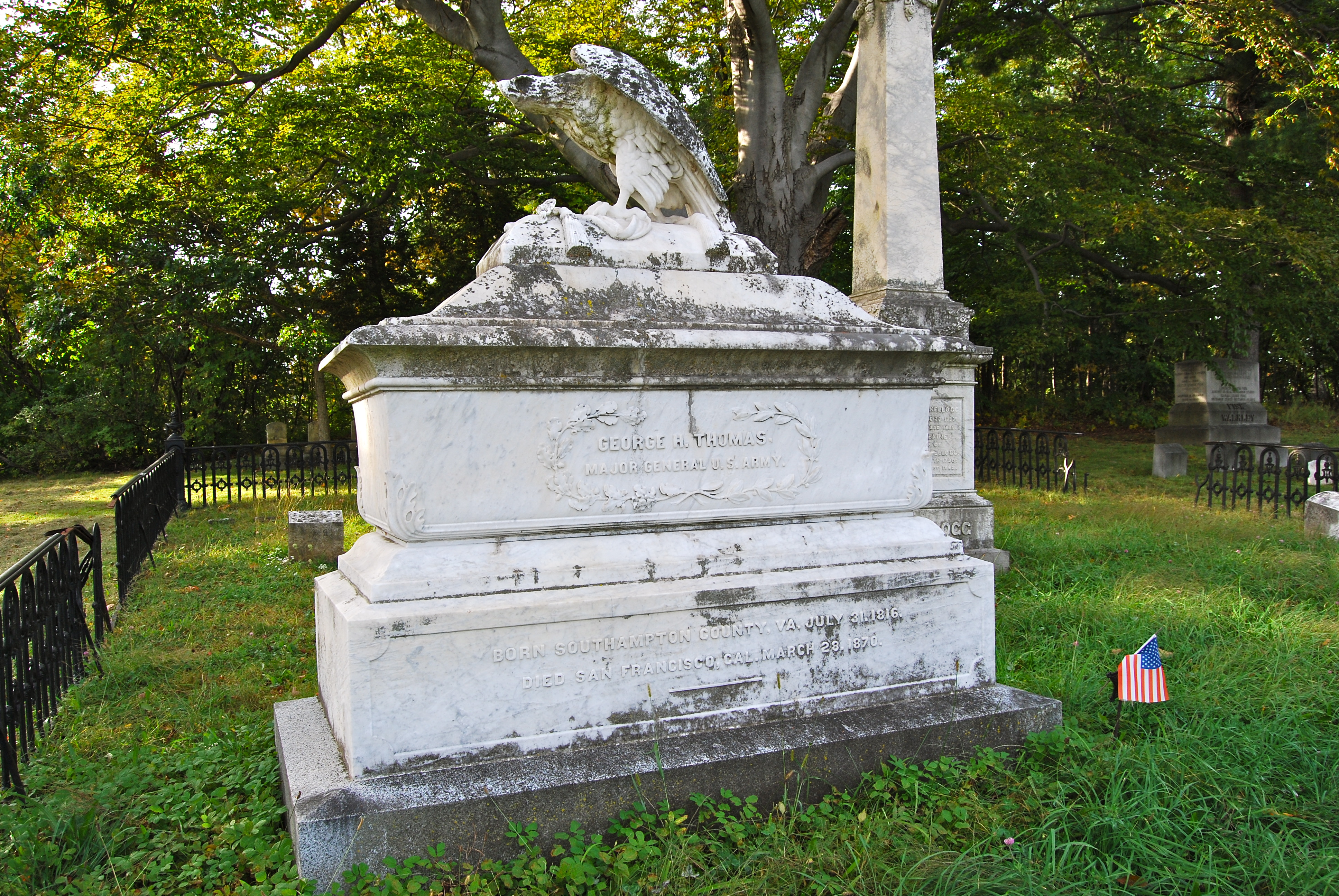
Monumento en honor a Thomas en el cementerio de Oakwood

Después del final de la Guerra Civil, Thomas comandó el Departamento de Cumberland en Kentucky y Tennessee, y a veces también Virginia Occidental y partes de Georgia, Mississippi y Alabama, hasta 1869. Durante el período de Reconstrucción, Thomas actuó para proteger a los libertos de los abusos de los blancos. Creó comisiones militares para hacer cumplir los contratos laborales, ya que los tribunales locales habían dejado de funcionar o tenían prejuicios contra los negros. Thomas también utilizó tropas para proteger lugares amenazados por la violencia del Ku Klux Klan.
Galería

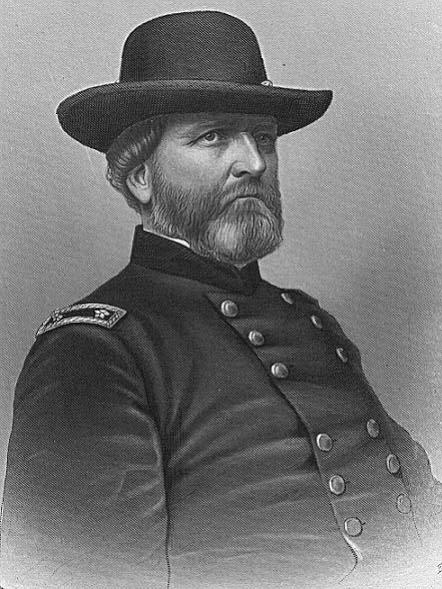
Grabado de Thomas realizado por JC Buttre en 1877.
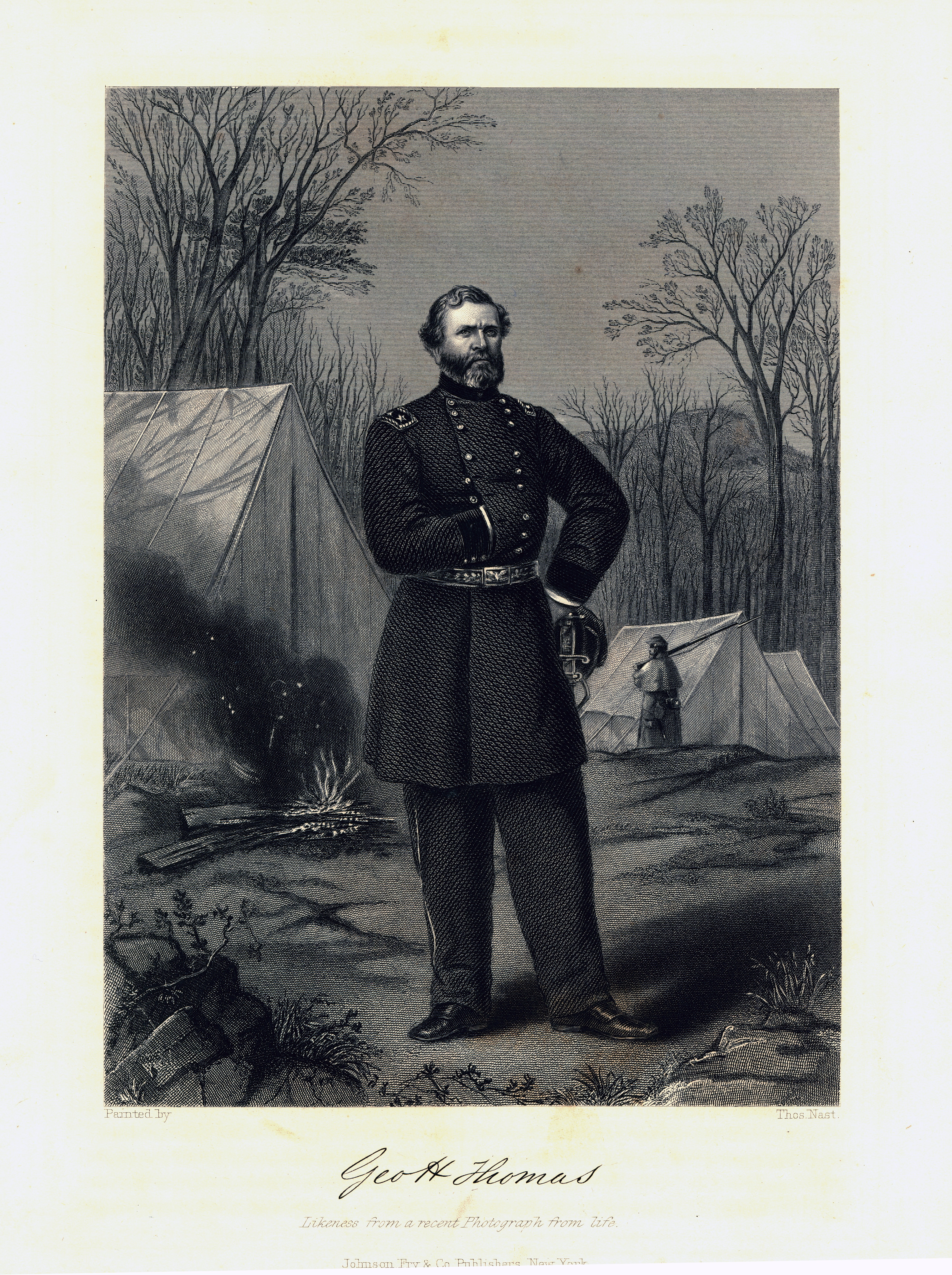
Xilografía de Thomas Nast
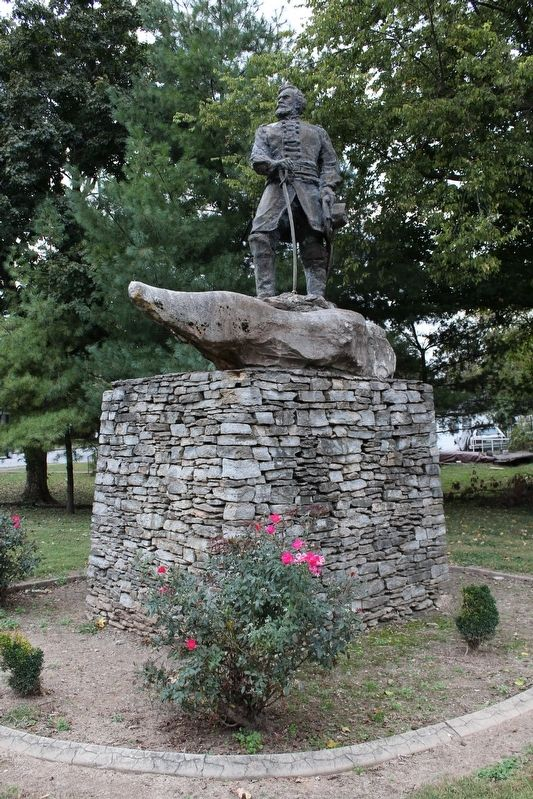
Estatua de tamaño natural del general George H. Thomas, obra del escultor Rodolfo Ayoroa, ubicada en el Parque de la Guerra Civil, Lebanon, Kentucky.
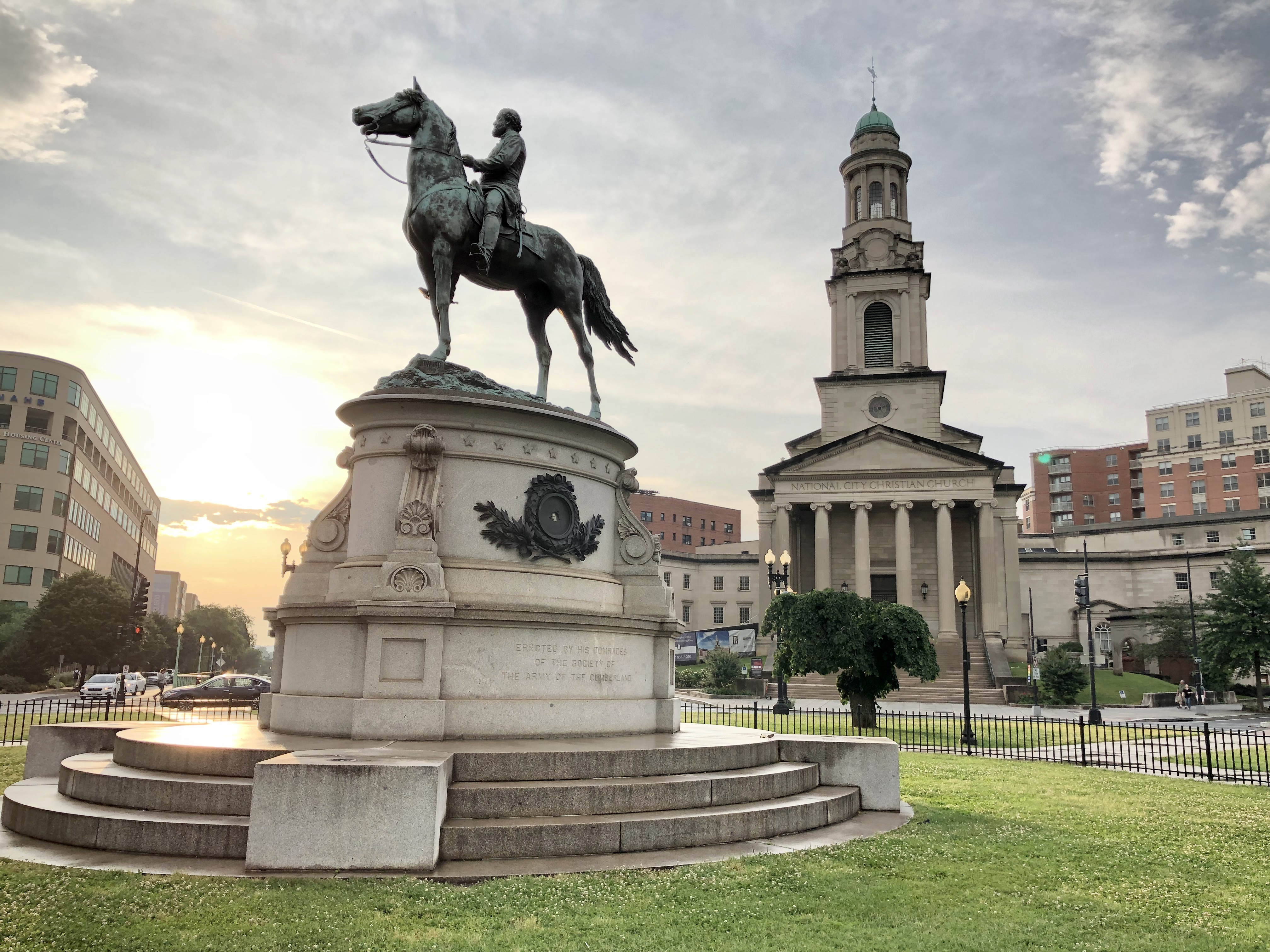
La estatua ecuestre de bronce de Thomas, obra de John Quincy Adams Ward, ubicada en Thomas Circle en Washington, D.C.
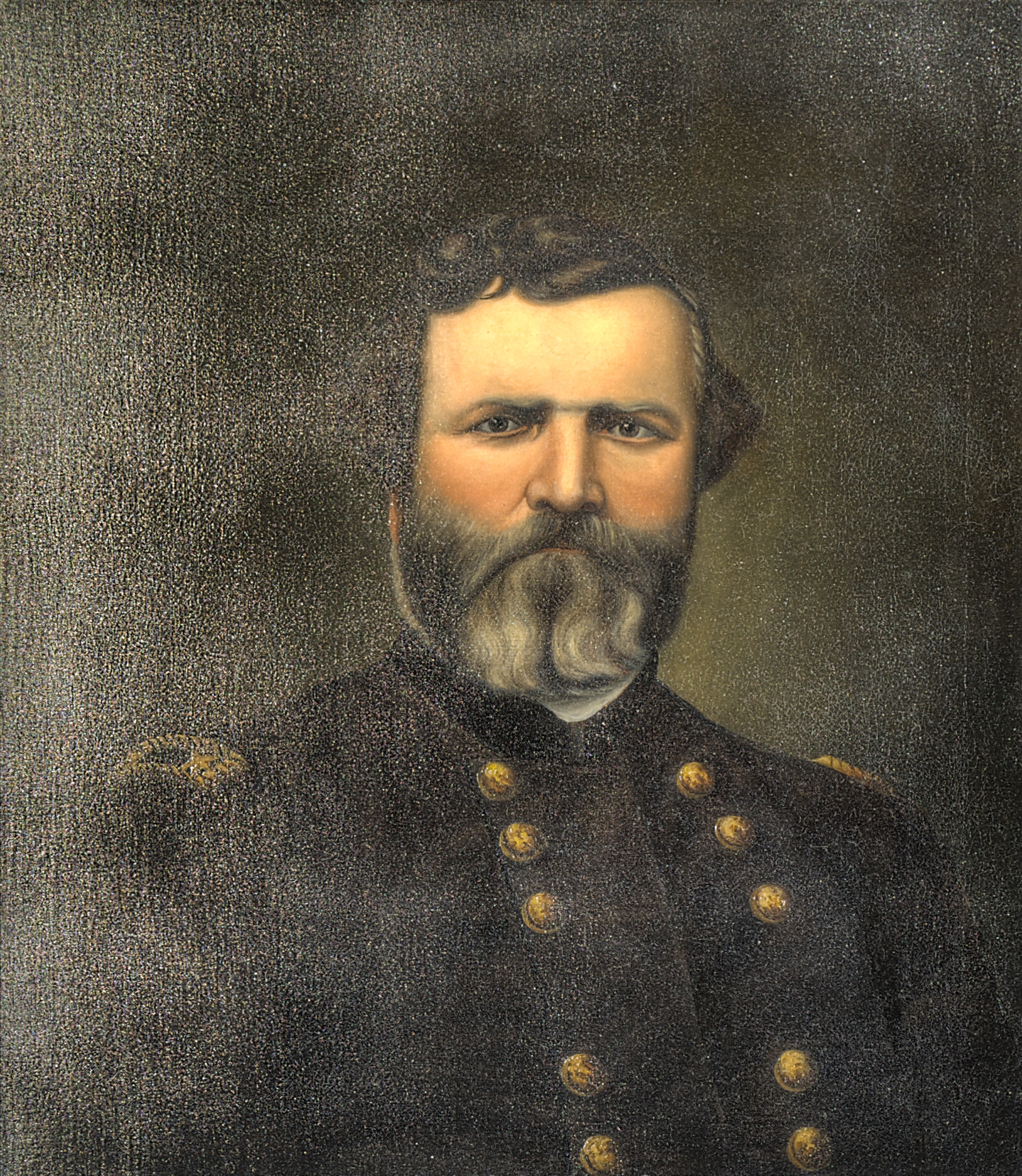
Pintura de Thomas en el Parque Militar Nacional de Chickamauga y Chattanooga.

## Bibiliografía
- Cleaves, Freeman. Rock of Chickamauga: The Life of General George H. Thomas. Norman: University of Oklahoma Press, 1948. ISBN 0-8061-1978-0.

- Coppée, Henry. General Thomas, The Great Commanders Series. New York: D. Appleton and Co., 1893. OCLC 2146008.
- Einolf, Christopher J. George Thomas: Virginian for the Union. Norman: University of Oklahoma Press, 2007. ISBN 978-0-8061-3867-1.

- Datos: Q740330
- Multimedia: George Henry Thomas / Q740330